# Dorstenia ulugurensis
Dorstenia ulugurensis är en mullbärsväxtart som beskrevs av Adolf Engler. Dorstenia ulugurensis ingår i släktet Dorstenia och familjen mullbärsväxter. Inga underarter finns listade i Catalogue of Life.